# Torneo de Linz 2025
El Upper Austria Ladies Linz 2025 fue un torneo de tenis jugado en canchas duras bajo techo. Fue la 34.ª edición del Upper Austria Ladies Linz, y formó parte del circuito WTA 500 de la WTA Tour 2025. Se lleva a cabo en el TipsArena Linz, Austria, del 27 de enero al 2 de febrero de 2025.

## Distribución de puntos
| Modalidad           | Campeona | Finalista | Semifinales | Cuartos de final | 2.ª ronda | 1.ª ronda | Clasificadas | 2.ª ronda de clasificación | 1.ª ronda de clasificación |
| Individual femenino | 500      | 325       | 195         | 108              | 60        | 1         | 25           | 13                         | 1                          |
| Dobles femenino     | 500      | 325       | 195         | 108              | -         | 1         | -            | -                          | -                          |

## Cabezas de serie

### Individuales femenino
| Tenista               | Ranking | Preclasificado |
| Karolína Muchová      | 20      | 1              |
| Elina Svitolina       | 27      | 2              |
| Maria Sakkari         | 30      | 3              |
| Ekaterina Alexandrova | 31      | 4              |
| Dayana Yastremska     | 33      | 5              |
| Anastasia Potapova    | 36      | 6              |
| Markéta Vondroušová   | 38      | 7              |
| Elina Avanesyan       | 41      | 8              |

- Ranking del 13 de enero de 2025.[2]

### Dobles femenino
| Tenistas                          | Ranking | Preclasificados |
| Kateřina Siniaková Zhang Shuai    | 27      | 1               |
| Anna Danilina Irina Khromacheva   | 40      | 2               |
| Lyudmyla Kichenok Nadiia Kichenok | 53      | 3               |
| Tímea Babos Luisa Stefani         | 80      | 4               |

## Campeonas

### Individual femenino
Ekaterina Alexandrova venció a  Dayana Yastremska por 6-2, 3-6, 7-5

### Dobles femenino
Tímea Babos /  Luisa Stefani vencieron a  Lyudmyla Kichenok /  Nadiia Kichenok por 3-6, 7-5, [10-4]